# حسن‌قایدی
حسن‌قایدی (به لاتین: Həsənqaydı) یک منطقه مسکونی در جمهوری آذربایجان است که در شهرستان جبراییل واقع شده است.